# Lijst van gemeentelijke monumenten in Apeldoorn (stad)
De plaats Apeldoorn, hoofdplaats van de gelijknamige gemeente, heeft 671 gemeentelijke monumenten. Hieronder een overzicht.